# Cineart
Cineart, também conhecida como Cineart Multiplex, é uma rede brasileira cinemas e distribuidora de filmes, sediada na cidade de Belo Horizonte, que atua exclusivamente no estado de Minas Gerais, onde detém a liderança do mercado local. Seu parque exibidor é formado atualmente por 11 complexos e 65 salas, detendo 70% do mercado de Minas Gerais e 5 milhões de espectadores anuais.

## História

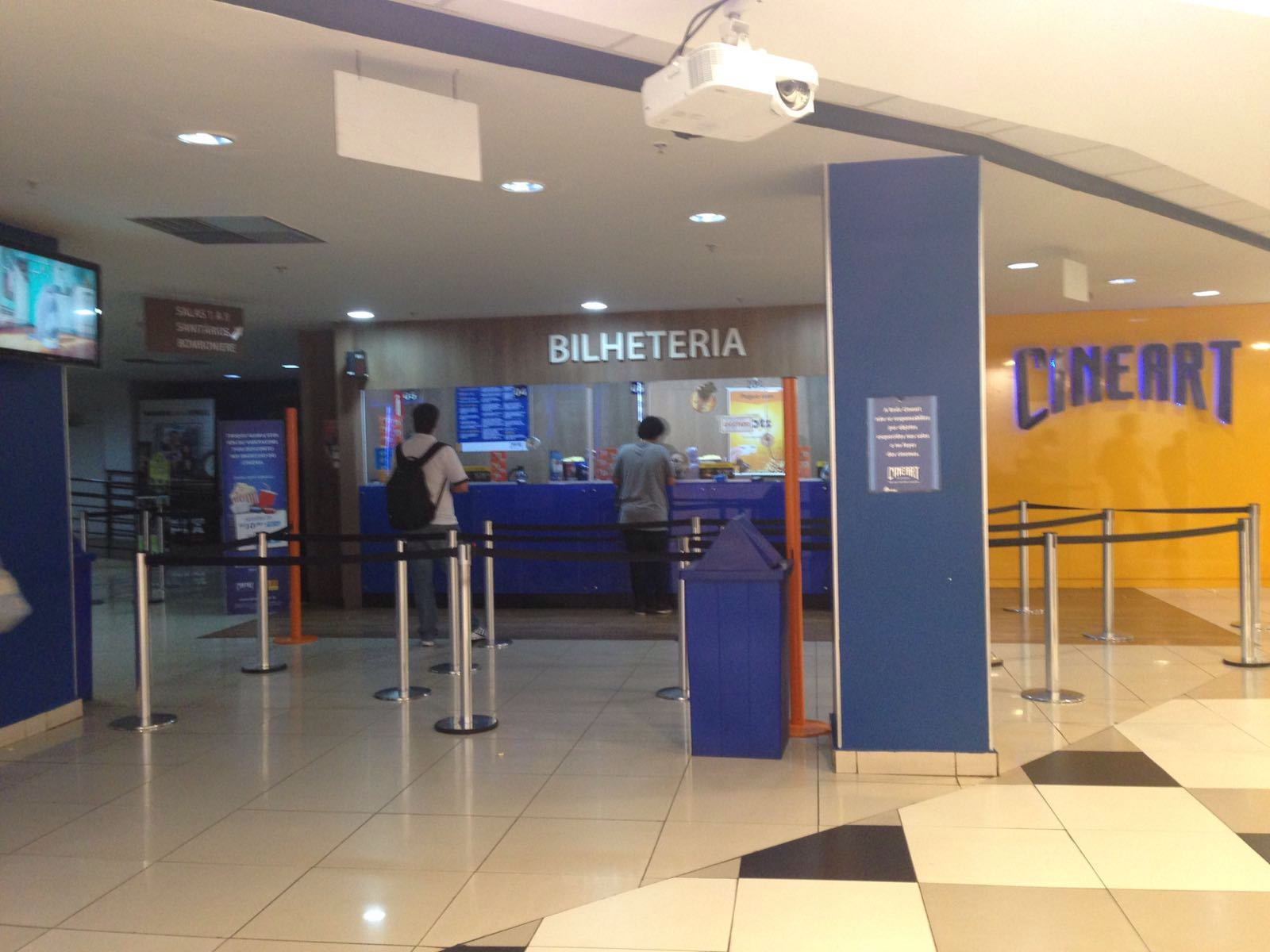
Detalhe do Cineart Shopping Cidade de Belo Horizonte, em janeiro de 2016

A rede de cinemas Cineart foi fundada em 1947. Pertenciam à rede diversos cinemas de rua, tais como o Brasil, Pathé, Metrópole, Cine Jacques, Paladium, Acaiaca, Independência, Roxy, Royal, Tamoio, São Cristóvão e Odeon, todos na cidade de Belo Horizonte, capital de Minas Gerais.
De acordo com a empresa especializada em mercado cinematográfico FilmeB, a empresa teve quatro milhões de espectadores no ano de 2012, com ingresso médio de quinze reais, o que proporcionou uma renda de R$ 60 milhões. Foi também responsável pela inauguração do primeiro complexo de luxo na capital mineira, localizado no Ponteio Lar Shopping, que utiliza a marca NET Cineart Premier, em virtude do patrocínio daquela empresa de telecomunicações. A Cineart também opera uma sala IMAX,  inaugurada em dezembro de 2015 no complexo do Boulevard Shopping, a primeira do seu gênero no Estado de Minas Gerais.
Um aspecto importante da marca é a existência de diversas outras empresas cinematográficas pelo Brasil que utilizam nomenclatura semelhante, o que pode gerar uma confusão entre elas. Há desde o Circuito Cinearte, do empresário Adhemar Oliveira, especializado em cinema alternativo e programação mista, a pequenos exibidores do circuito comercial, como o Cine Art Cacoal, da cidade de Cacoal, a Movie Arte Cinemas, de Porto Alegre e o Cine Art Pelotas, da cidade de Pelotas, que deixou recentemente a associação com a Arcoplex Cinemas.
Entretanto, a maioria dessas empresas é voltada a programação alternativa ou cinema de arte (conhecida em Portugal "cinema de culto"), como Cine Arte Posto 4, da cidade Santos, Cine Arte UFF, vinculado à Universidade Federal Fluminense de Niterói, Paradigma Cine Arte, de Florianópolis e o Grupo SaladeArte, de Salvador, entre várias outras.
Em outubro de 2012, a Cineart foi condenada em primeira instância a pagar indenização de dez mil reais, por danos morais, à uma deficiente auditiva que dirigiu-se ao Cineart Multiplex do Shopping Cidade e não encontrou disponibilizada sessões legendadas dos filmes Shrek e Meu Malvado Favorito, cujas fotos dos cartazes ela anexou ao processo. Na ação judicial, a reclamante alegou que dirigiu-se com seu namorado ao cinema para comemorar o aniversário de namoro e a não - disponibilização de cópias legendadas seria uma forma de discriminação. A empresa defendeu-se dizendo que a reclamante não provou a existência de danos morais e materiais, nem teria sido enganada, uma vez que no cinema haveria "informações claras sobre as sessões". De acordo com o advogado da rede exibidora, "a ausência do filme com legenda não tem relação com a deficiência do casal, é apenas uma questão de oferta". Ademais, caberia à empresa distribuidora a seleção de cópias dubladas ou legendadas e não ao exibidor. Ainda assim,  o juiz deu ganho de causa à reclamante, alegando que "o portador de deficiência auditiva tem direito de acesso à cultura e ao lazer, devendo tal acesso ser interpretado, no que tange à cultura cinematográfica, não só como acesso físico às salas de exibição, mas também como direito de compreensão linguística das interações culturais que ali se realizarem". Consta que o namorado da reclamante também processou a Cineart, sendo que sua causa foi declarada improcedente em 2011. A empresa ainda teria tentado a conciliação com os reclamantes, oferecendo ingressos para outras sessões, o que não foi aceito. A Cineart anunciou que iria recorrer, não tendo sido divulgado o teor do trânsito em julgado.
Durante a pandemia de COVID-19 que fechou todas as salas de cinema, a Cineart operou dois cinema drive-in em Nova Lima.
Em 15 de setembro de 2021 se juntou ao Cinesystem, GNC Cinemas e o Moviecom para a criação do Conebi (Consórcio Exibidores Brasileiros Independentes).

## Distribuição de filmes e rankings
A Cineart encerrou o ano de 2015 na 10.ª posição entre os maiores exibidores do Brasil por número de salas, (market share de 1,67%). Detém, ao lado da Cinemark, o domínio do mercado exibidor de Belo Horizonte. Fora seis shopping centers da Capital (Boulevard, Cidade, Del Rey, Minas, Ponteio e Via Shopping), também tem complexos de salas nos dois shoppings de Contagem (Shopping Contagem e Itaú Power), um de Betim (Monte Carmo), mais Pouso Alegre e Barbacena.
Em setembro de 2016, a empresa adentrou no mercado de distribuição de filmes, sendo que seu primeiro lançamento distribuído ao mercado foi Lâminas da morte - A maldição de Jack, o estripador. Segundo o gerente-geral da empresa, Lúcio Otoni, que também é diretor do Sindicato das Empresas Exibidoras de Belo Horizonte, Betim e Contagem desde 2002,  o propósito inicial é trabalhar com poucos títulos e apoiar as produções regionais do estado de Minas Gerais.

## Público

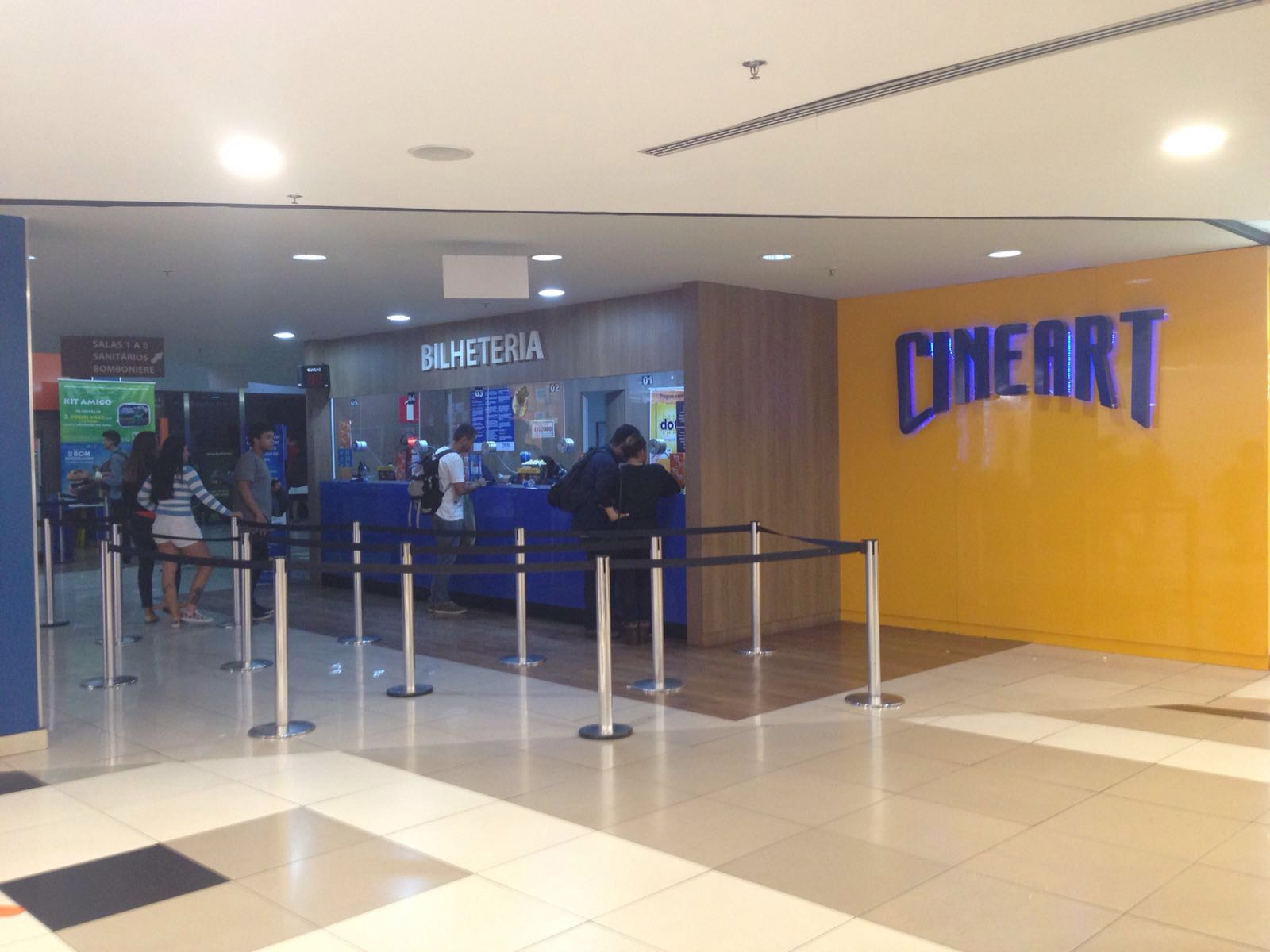
Bilheteria do Cineart Shopping Cidade de Belo Horizonte, em janeiro de 2016

Abaixo a tabela de público e sua evolução de 2002 a 2019, considerando o somatório de todas as suas salas a cada ano. A variação mencionada se refere à comparação com os números do ano imediatamente anterior. No período estudado, é possível observar um crescimento da ordem de 202,29%. Mesmo com a queda de público que se operou no circuito exibidor brasileiro em 2017 e 2018,  fazendo com que a Cineart perdesse 13,24% dos seus frequentadores naqueles dois anos de retração, a rede subiu uma posição a tabela, passando a ocupar o 9º lugar. 
Os dados de 2008 até 2013 foram extraídos do banco de dados Box Office do portal de cinema Filme B, sendo que os números de 2002 à 2007 e 2014 à 2015 têm como origem o Database Brasil. Já os dados de 2016 em diante foram extraídos do relatório "Informe Anual Distribuição em Salas Detalhado, do Observatório Brasileiro do Cinema e do Audiovisual (OCA) da ANCINE.
| Ano  | Público total | Ranking no país | Market Share | Variação |
| ---- | ------------- | --------------- | ------------ | -------- |
| 2002 | 1 254 686     | 15º             | 1,38%        | ano-base |
| 2003 | 1 658 243     | 15º             | 1,60%        | 32,16%   |
| 2004 | 2 000 153     | 15º             | 1,74%        | 20,62%   |
| 2005 | 1 812 886     | 12º             | 2,02%        | -9,36%   |
| 2006 | n.d           | n.d             | n.d          | n.d      |
| 2007 | 1 709 557     | 11º             | 1,91%        | 6,04%    |
| 2008 | 1 972 956     | 11º             | 2,31%        | 15,41%   |
| 2009 | 2 625 731     | 11º             | 2,32%        | 33,09%   |
| 2010 | 3 063 225     | 11º             | 2,27%        | 16,66%   |
| 2011 | 3 527 352     | 11º             | 2,49%        | 15,15%   |
| 2012 | 3 899 132     | 11º             | 2,62%        | 10,54%   |
| 2013 | 3 860 322     | 11º             | 2,55%        | 1,00%    |
| 2014 | 4 005 663     | 10º             | 2,55%        | 3,76%    |
| 2015 | 4 166 188     | 10º             | 2,44%        | 4,01%    |
| 2016 | 4 371 586     | 10º             | 2,38%        | 4,93%    |
| 2017 | 4 038 567     | 10º             | 2,26%        | 7,62%    |
| 2018 | 3 792 760     | 9º              | 2,35%        | 6,09%    |
| 2019 | 4 262 575     | 9º              | 2,42%        | 12,39%   |
| 2020 | n.d           | 15º             | 2,40%        | Baixa    |
| 2021 | n.d           | 12º             | 1,40%        | Aumento  |